# Inside Brüssel

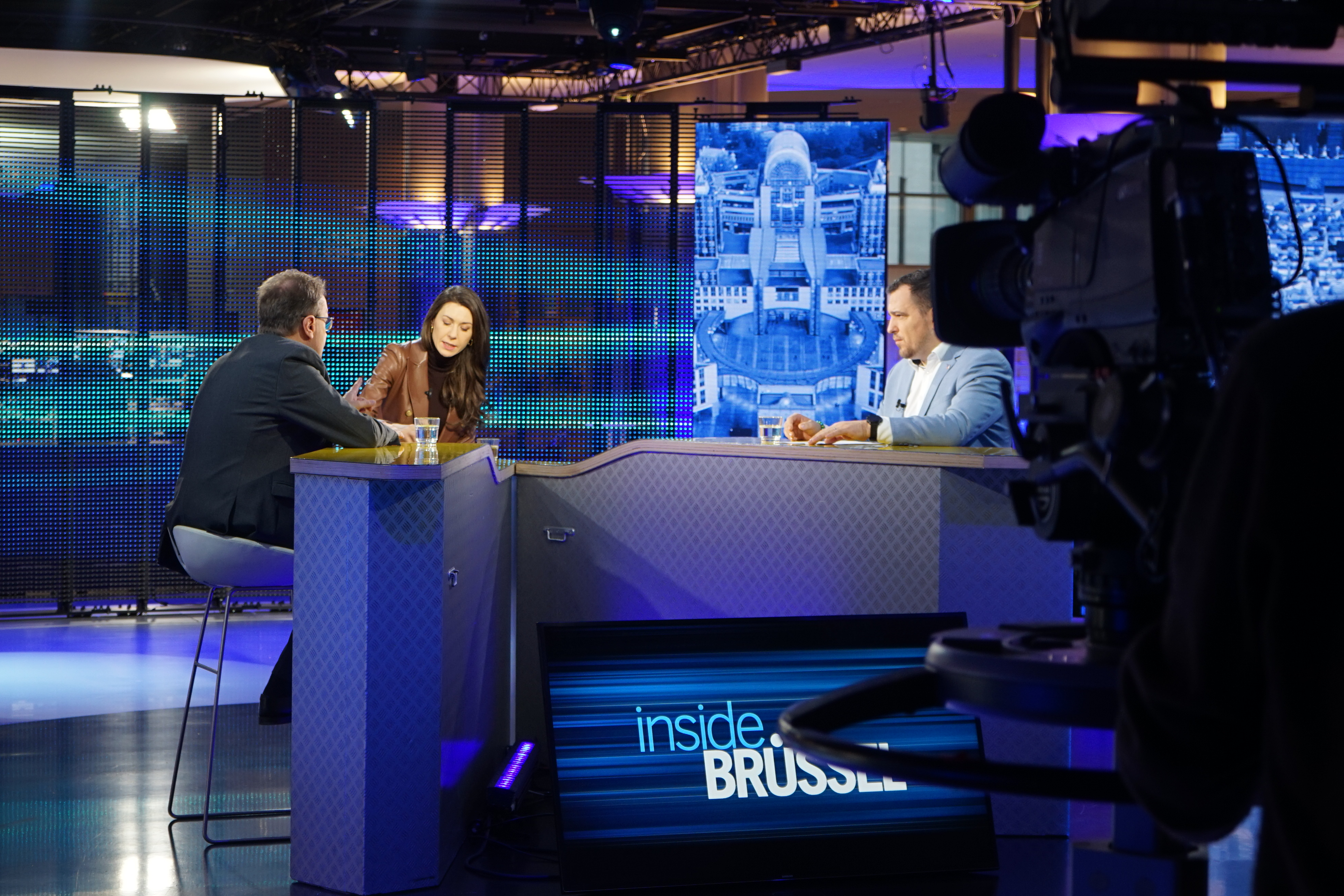
Inside Brüssel am 1. Dezember 2022 im EU-Parlament in Brüssel. Zu Gast bei Raffaela Schaidreiter sind die EU-Abgeordneten Hannes Heide (SPÖ) und Tomáš Zdechovský von der christlich-demokratischen Partei KDU-ČSL aus Tschechien.

Inside Brüssel ist eine seit 2011 produzierte Fernsehsendung, die donnerstags um 12.30h in ORF3aktuell auf dem Spartensender ORF III läuft. Erfunden und konzipiert wurde sie vom Falter-Kolumnisten und damaligen ORF-Korrespondenten Raimund Löw. Ab März 2015 war Peter Fritz, Löws Nachfolger als ORF-Büroleiter in Brüssel, der Hauptmoderator der Sendung, vertretungsweise moderiert ORF-Redakteur Roland Adrowitzer. Seit Oktober 2021 moderiert Raffaela Schaidreiter die Sendungen in Brüssel und Straßburg. Raffaela Schaidreiter leitet das ORF-Büro Brüssel seit Oktober 2021. Immer donnerstags werden EU-Parlamentarier und Europa-Journalisten in das EU-Parlament nach Straßburg und Brüssel eingeladen, um über aktuelle EU-Themen zu diskutieren. Inside Brüssel gibt es auch als Podcast auf der ORF Sound App und allen gängigen Podcast Plattformen. 
Die Sendung wird auf ARD-alpha im Rahmen von Alpha Österreich wiederholt.